# A nagy füzet
A nagy füzet é um filme de drama húngaro de 2013 dirigido e escrito por János Szász, Agota Kristof e András Szekér. Foi selecionado como representante da Hungria à edição do Oscar 2014, organizada pela Academia de Artes e Ciências Cinematográficas.

## Elenco
- András Gyémánt
- László Gyémánt
- Gyöngyvér Bognár
- Piroska Molnár
- András Réthelyi
- Ulrich Thomsen
- Orsolya Tóth
- János Derzsi
- Péter Andorai
- Miklós Székely B.
- Krisztián Kovács
- Ákos Köszegi
- Ulrich Matthes